# Frederica Isabel de Saxe-Eisenach
Frederica Isabel de Saxe-Eisenach (5 de Maio de 1669 - 12 de Novembro de 1730), foi uma nobre alemã, membro da Casa de Wettin e, por casamento, duquesa de Saxe-Weissenfels.
Nascida em Altenkirchen, foi a sétima dos oito filhos nascidos do casamento de João Jorge I, Duque de Saxe-Eisenach e Joaneta, condessa de Sayn-Wittgenstein-Sayn-Altenkirchen. Entre os seus sete irmãos e irmãs, quatro chegaram à idade adulta: Leonor Edmunda, Frederico Augusto, duque hereditário de Saxe-Eisenach, João Jorge II, Duque de Saxe-Eisenach e João Guilherme, Duque de Saxe-Eisenach.

## Casamento e descendência
As boas relações entre os ramos Albertino e Ernestino da Casa de Wettin já se tinham reforçada em 1686  quando o duque João Jorge II de Saxe-Eisenach (do ramo Ernestino) arranjou o casamento da sua irmã mais velha, a marquesa-viúva de Brandemburgo-Ansbach com João Jorge IV, Eleitor da Saxónia (do ramo Albertino). No entanto, esta união acabaria por ser um grande fracasso e não nasceram descentes do mesmo. O noivo e a noiva morreram em 1694 e 1696, respectivamente.
Uma vez que o irmão e sucessor de João Jorge IV, Frederico Augusto I já se encontrava casado, o duque João Jorge II teve de procurar outro casamento para voltar a unir ambos os ramos da Casa de Wettin.
Assim, apenas dez meses antes da sua morte (10 de Novembro de 1698) o duque João Jorge II arranjou o casamento da sua irmã mais nova, Frederica Isabel, com João Jorge, Duque de Saxe-Weissenfels. O casamento realizou-se em Jena, a 7 de Janeiro de 1698. Juntos, tiveram sete filhos, dos quais apenas uma chegou à idade adulta:
1. Frederica de Saxe-Weissenfels (4 de Agosto de 1701 - 28 de Fevereiro de 1706), morreu aos quatro anos de idade.
2. João Jorge, Príncipe-Herdeiro de Saxe-Weissenfels (20 de Outubro de 1702 - 5 de Março de 1703), morreu aos cinco meses de idade.
3. Joaneta Guilhermina de Saxe-Weissenfels (31 de Maio de 1704 - 9 de Julho de 1704), morreu aos dois meses de idade.
4. Joaneta Amália de Saxe-Weissenfels (8 de Setembro de 1705 - 7 de Fevereiro de 1706).
5. Filho nadomorto (1706).
6. Joana Madalena de Saxe-Weissenfels (17 de Março de 1708 - 25 de Janeiro de 1760), casada com Fernando Kettler, Duque da Curlândia e Semigallia; sem descendência.
7. Frederica Amália de Saxe-Weissenfels (1 de Março de 1712 - 31 de Janeiro de 1714), morreu aos catorze meses de idade.

## Vida posterior
Além das reformas políticas que o seu marido levou a cabo no pequeno ducado de Querfurt-Weissenfels, Frederica Isabel trouxe consigo um impulso social considerável. O casal esforçou-se por criar uma ordem caritativa em 1700 e, em 1710, no aniversário de Frederica, abriram um orfanato em Langendorf, que a duquesa apoiou financeiramente até morrer.
Frederica gostava particularmente do chamado jardin à la française. O duque João Jorge ofereceu-lhe o chamado Hermitage entre Weissenfels e Langendorf, o Klein-Friedenthal (um palácio de verão), um zoo no Castelo de Neuenburg (Freyburg) e o jardim de Leisslinger Wiese.
O seu marido também gostava de promover o luxo na corte e foi por isso que, em 1710, ordenou a construção de um pequeno e dispendioso porto fluvial para uso exclusivo de Frederica Isabel em Weissenfels. Com uma pequena flotilha de 15 navios, eram organizados cruzeiros recreativos no rio Saale.
Após a morte do seu marido e a subida ao trono do seu cunhado Cristiano, em 1712, Frederica Isabel recebeu o Castelo de Dryburg em Langensalza como Wittum (herança de viuvez, que já tinha sido definida em 1695), no qual ordenou a construção de um parque real antes de se mudar para o mesmo em 1717. Além do parque, Frederica também ordenou a realização de obras para mudar várias estruturas do Castelo e da aldeia próxima ao mesmo.
Frederica Isabel morreu no Castelo de Dryburg aos sessenta-e-um anos de idade e foi sepultada na Schlosskirche, em Weissenfels. Uma vez que o seu corpo teve de ser embalsamado para aguentar a longa viagem ate Weissenfels, as estranhas que lhe foram extraídas foram sepultadas numa urna em separado.

## Genealogia
| Leonor Edmunda de Saxe-Eisenach | Pai: João Jorge I, Duque de Saxe-Eisenach | Avô paterno: Guilherme, Duque de Saxe-Weimar          | Bisavô paterno: João II, Duque de Saxe-Weimar                  |
| Leonor Edmunda de Saxe-Eisenach | Pai: João Jorge I, Duque de Saxe-Eisenach | Avô paterno: Guilherme, Duque de Saxe-Weimar          | Bisavó paterna: Doroteia Maria de Anhalt                       |
| Leonor Edmunda de Saxe-Eisenach | Pai: João Jorge I, Duque de Saxe-Eisenach | Avó paterna: Leonor Doroteia de Anhalt-Dessau         | Bisavô paterno: João Jorge I, Príncipe de Anhalt-Dessau        |
| Leonor Edmunda de Saxe-Eisenach | Pai: João Jorge I, Duque de Saxe-Eisenach | Avó paterna: Leonor Doroteia de Anhalt-Dessau         | Bisavó paterna: Doroteia do Palatinado-Simmern                 |
| Leonor Edmunda de Saxe-Eisenach | Mãe: Joaneta de Sayn-Wittgenstein         | Avô materno: Ernesto, Conde de Sayn-Wittgenstein-Sayn | Bisavô materno: Guilherme III, Conde de Sayn-Wittgenstein-Sayn |
| Leonor Edmunda de Saxe-Eisenach | Mãe: Joaneta de Sayn-Wittgenstein         | Avô materno: Ernesto, Conde de Sayn-Wittgenstein-Sayn | Bisavó materna: Ana Isabel de Sayn Wittgenstein                |
| Leonor Edmunda de Saxe-Eisenach | Mãe: Joaneta de Sayn-Wittgenstein         | Avó materna: Luísa Juliana de Erbach                  | Bisavô materno: Jorge III, Conde de Erbach-Breuberg            |
| Leonor Edmunda de Saxe-Eisenach | Mãe: Joaneta de Sayn-Wittgenstein         | Avó materna: Luísa Juliana de Erbach                  | Bisavó materna: Maria de Barby-Mühlingen                       |